# پنووانی
پنووانی (به چکی: Pňovany) یک منطقهٔ مسکونی در جمهوری چک است که در ناحیه پلزن-شمالی واقع شده‌است. پنووانی ۱۸٫۴۲ کیلومتر مربع مساحت و ۳۷۸ نفر جمعیت دارد و ۴۲۵ متر بالاتر از سطح دریا واقع شده‌است.